# Meistaradeildin (1953)
W roku 1953 odbyła się 11. edycja Meistaradeildin (dziś zwanej Formuladeildin), czyli pierwszej ligi piłki nożnej archipelagu Wysp Owczych. Tytuł obronił KÍ Klaksvík, zwycięzca poprzedniego zespołu.
W rozgrywkach brały udział 4 zespoły, początkowo miało być ich pięć, jednak VB Vágur zrezygnował przed początkiem sezonu.

## Uczestnicy
| Uczestnicy Meistaradeildin 1952                                                                               | Uczestnicy Meistaradeildin 1952 | Uczestnicy Meistaradeildin 1952 | Uczestnicy Meistaradeildin 1952 |
| --- | ------------------------------- | ------------------------------- | ------------------------------- |
| KÍ | KÍ Klaksvík                     | 1                               |                                 |
| TB | TB Tvøroyri                     | 2                               |                                 |
| HB | HB Tórshavn                     | 3                               |                                 |
| B36 | B36 Tórshavn                    | 5                               |                                 |
| Oznaczenia: - kolumna pierwsza – skróty nazw drużyn, - kolumna trzecia – miejsce zajęte w poprzednim sezonie. |                                 |                                 |                                 |

## Rozgrywki

### Tabela
| Lp. | Drużyna         | M | Z | R | P | Bramki | Bramki | Różn. | Pkt | Uwagi |
| --- | --------------- | - | - | - | - | ------ | ------ | ----- | --- | ----- |
| 1   | KÍ Klaksvík (M) | 6 | 5 | 0 | 1 | 10     | 4      | +6    | 10  |       |
| 2   | HB Tórshavn     | 6 | 3 | 0 | 3 | 13     | 11     | +2    | 6   |       |
| 3   | TB Tvøroyri     | 6 | 2 | 1 | 3 | 11     | 8      | +3    | 5   |       |
| 4   | B36 Tórshavn    | 6 | 1 | 1 | 4 | 4      | 15     | −11   | 3   |       |

### Wyniki spotkań
| Gospodarz \ Gość | B36 | HB  | KÍ  | TB  |
| B36 Tórshavn     |     | 1:3 | 0:2 | 0:0 |
| HB Tórshavn      | 2:3 |     | 1:2 | 4:2 |
| KÍ Klaksvík      | 2:0 | 2:1 |     | 2:0 |
| TB Tvøroyri      | 6:0 | 1:2 | 2:0 |     |

Aktualne na 14 marca 2015. Źródło: FaroeSoccer.com
Objaśnienia:
1Drużyna gospodarzy jest wymieniona po lewej stronie tabeli.
Kolory: zielony – zwycięstwo gospodarzy, żółty – remis, różowy – zwycięstwo gości.

## Sędziowie
Następujący arbitrzy sędziowali poszczególne mecze Meistaradeildin 1963:
| Kraj        | Imię i nazwisko | Klub | Data urodzenia | Debiut w Meistaradeildin | Mecze w Meistaradeildin | Mecze w sezonie 1953 |
| ----------- | --------------- | ---- | -------------- | ------------------------ | ----------------------- | -------------------- |
| Wyspy Owcze | Alli Hansen     | ?    | ?              | ?                        | ?                       | 2                    |
| Wyspy Owcze | Sigurd Heinesen | ?    | ?              | ?                        | ?                       | 2                    |
| Dania       | Ejler Jørgensen | ?    | ?              | ?                        | ?                       | 3                    |
| Wyspy Owcze | Albin Wang      | ?    | ?              | ?                        | ?                       | 2                    |
|             | ?               |      |                |                          |                         | 3                    |